# Anargyrtes annulata
Anargyrtes annulata är en insektsart som först beskrevs av Bilimek 1867.  Anargyrtes annulata ingår i släktet Anargyrtes och familjen grottvårtbitare. Inga underarter finns listade i Catalogue of Life.